# 超神兵器ゼロイガー
『超神兵器ゼロイガー』（ちょうしんへいきゼロイガー）は、1997年8月8日に日本電気ホームエレクトロニクスからPC-FX用ソフトとして発売されたシューティングゲームである。

## 登場キャラクター
火鷹剛（ひだ つよし）
声 - 森川智之

富士島桜（ふじしま さくら）
声 - 白鳥由里

ルル
声 - 根谷美智子

富士島博士（ふじしまはくし）
声 - 秋元洋介

神崎薫（かんざき かおる）
声 - 飛田展男

大山源太（おおやま げんた）
声 - 菅原淳一

ルノア
声 - 緑川光

ザース
声 - 室園文裕

ガジン
声 - 山野井仁

レグ
声 - 柊美冬

バベア
声 - 辻親八

シャウ
声 - 中田和宏

皇帝ゼム
声 - 池田勝

- ナレーター：池田勝

## 主題歌
「超神兵器ゼロイガー」
作詩／作曲：小川一広、編曲：島津秀雄、歌：貴日ワタリ

## スタッフ
アニメーションスタッフ
- エグゼクティブプロデューサー：本床中
- スーパーバイザー：安田清明、竹内政夫
- プロデューサー：梅木克彦
- ディレクター：増谷正夫
- 企画：清水雅治、松下浩美
- 脚本原案・キャラクター原案：清水雅治
- キャラクターデザイン・総作画監督：松下浩美
- ゼロイガー本体メカデザイン：山内則康
- 脚本：藤本信行
- 絵コンテ・出演：近藤信宏
- 作画監督：細井信宏
- 美術監督：阿部泰三郎
- 主題歌編曲・音響：島津秀雄
- 色指定：宮下真理、和泉澤由佳
- セル検査：三塚ひかり
- 撮影監督：森下成一
- 編集：瀬山編集室
- 音響制作：音響映像システム株式会社、小野哲男
- 録音監督：藤野貞義
- 整音：佐藤千明
- 効果：フィズサウンド
- スタジオ：タクトスタジオ
- タイトル：道川昭
- 現像：東京現像所
- リレコ：東京レコーディング
- 制作デスク：吉田義樹
- アニメーション制作：株式会社ベガエンタテイメント、松土隆二

開発スタッフ
- ゲーム部企画：日下部忠生
- ゲーム部補企画・プログラム：藤島聡
- ゲーム部グラフィックデザイン：市丸雅彦、桜井正則、斉藤美保、宮崎公平
- ゲーム部音響監督：小川一広
- ゲーム部音響：小川一広、三井秀明
- ゲーム部制作協力：神幸夫、木村光徳
- ゲーム部協力：俵山和浩
- 制作：株式会社WINDS、有限会社素藝屋、有限会社Fupac
- プロモーション：柏谷康伸、近藤信之、桑原秀夫、秋葉恵美、杉山暢、岩崎博子
- マーケティング：利岡正包、原子勝彦、立花芳行、柳田亨、松江一郎、三上貴也、菅沼恒次、佐藤千都世
- NECパーソナルシステム：若園丈児、中田光彦、益子祐司、高野隆志、鎖是武、曽根和洋、香林秀和、菊池弘和、池尻正巳、竹ノ内義輝、松尾有紀
- スペシャルサンクス：飯坂篤、内村美雅子、金子芳子、高垣信宏、徳永佳子、橋本博忠、深川悟郎、峰岸早苗、ぷろだくしょんバオバブ
- 著作：NECホームエレクトロニクス、素藝屋
- 製作：日本電気ホームエレクトロニクス株式会社